# Aventurier (contre-torpilleur)
Pour les articles homonymes, voir Aventurier.
L'Aventurier est le navire de tête de sa classe de quatre contre-torpilleurs construits pour la marine argentine au début des années 1910. Les navires ont été repris par la Marine nationale française après le début de la Première Guerre mondiale, en août 1914. Il a été démoli en 1940.

## Conception
Les navires avaient une longueur de 88,5 mètres, une largeur de 8,6 mètres et un tirant d'eau de 3,1 mètres. Ils avaient un déplacement de 930 tonnes à charge normale et 1250 tonnes à pleine charge. Leur équipage comptait 140 hommes.
Les navires étaient propulsés par une paire de turbines à vapeur Rateau, chacune entraînant un arbre d'hélice utilisant de la vapeur fournie par cinq chaudières Foster Wheeler à combustion mixte. Les moteurs ont été conçus pour produire 18000 chevaux (13000 kW) qui devaient donner aux navires une vitesse de 32 nœuds (59 km/h). Les navires transportaient 230 tonnes de charbon et 72 tonnes de mazout, ce qui leur donnait une autonomie de 1850 milles marins (3430 km) à une vitesse de croisière de 10 nœuds (19 km/h).
L’armement principal des navires de la classe Aventurier consistait en quatre canons de 100 mm en affûts simples : un sur le gaillard d'avant, un entre les cheminées et deux sur le pont arrière, devant et derrière la plate-forme du projecteur. Ils étaient équipés d’un canon antiaérien de 47 mm modèle 1902 pour la lutte antiaérienne. Les navires étaient également équipés de quatre affûts simples pour tubes lance-torpilles de 450 millimètres au milieu du navire.

## Carrière
L'Aventurier a été commandé à Dyle et Bacalan et a été lancé le 18 février 1911 sous le nom de Mendoza à son chantier naval de Bordeaux. Le navire a été achevé le 29 septembre 1914. Il a été radié en 1938 et démoli pour la ferraille en 1940.